# Pigen fra Andros
Pigen fra Andros er en serie på fire oliemalerier skabt 1801-1804 af den danske kunstner N.A. Abildgaard. Abildgaards serie er baseret på en kærlighedskomedie fra år 166 f. Kr. af den romerske digter Terents og er skabt samtidig med, at Abildgaard udviklede et kærlighedsforhold til Juliane Marie Hauch, som blev hans anden hustru. Det forhold gav hans kunst ny retning, og han begyndte at beskæftige sig med forskellige motiver fra kærlighedslivet. Komediens handling er indviklet, men Abildgaard har trukket bestemte scener frem og flettet sin private kærlighedshistorie sammen med komediens. De fire billeder hang som en art bryllupsgave til hustruen på væggene i professor Abildgaards embedsbolig på Kunstakademiet på Charlottenborg. De fire værker er dateret hver sit år. Serien synes dog at være tænkt som helhed fra starten, idet holsteneren August Hennings ved sit besøg i Abildgaards atelier i september 1802 havde set fire næsten afsluttede malerier med scener fra Terents.

## Et skifte i Abildgaards liv og kunst
Terentsbillederne udgør et markant skifte i Abildgaards kunst og er udført i forlængelse af arbejdet med motiver fra en tragedie af Voltaire, Le triumvirat. Fra tragediens tanketunge og blodige handlinger til et anderledes opløftende og livsbekræftende univers præget af såvel humor som følelser. At udviklingen kan kædes sammen med forelskelsen i Juliane, og det der synes at være et lykkeligt ægteskab, fremhæves af alle Abildgaard-kendere, og en række senere malerier med motiver fra antikke digteres kærlighedsliv synes at bekræfte antagelsen.

## Personerne iPigen fra Andros
Terents' komedie Pigen fra Andros er en vaskeægte forvekslingskomedie med en handling, der mildest talt er svær at udrede: to unge elskende, der skal gennem en række udfordringer for at få hinanden. (Næsten som i Holbergs Maskarade). Abildgaard har i sine fire malerier fokuseret på
- Simo: En adelsmand fra Athen, far til Pamphilus
- Sosia: Simos frigivne slave, nu kok
- Pamphilus: Simos søn, der officielt er forlovet med Chremes' datter Philomena, men hemmeligt har et forhold til Glycerium, som venter hans barn
- Davus: Pamphilus' slave
- Chremes: En adelsmand fra Athen, far til Philomena
- Glycerium: Pamphilus' elskede - som viser sig at være 'pigen fra Andros'
- Mysis: Glyceriums slave

Terents var frigiven slave fra Afrika, og Abildgaard har hentet den sorte kok Sosias ansigt fra en medalje, som han selv havde tegnet i anledning af det danske forbud mod slavehandel.

## Handlingen: en klassisk kærlighedskomedie
- 1. Abildgaard indleder Pigen fra Andros med billedet Simo betror sin frigivne Sosia sine bekymringer om sin søns forhold til pigen fra Andros (1803), hvor patriarken Simo henvender sig til den frigivne slave Sosia med besked om at forberede sønnen Pamphilus' bryllup med Philomena, datter af Simos ven Chremes. Intrigen, der bærer hele komedien, er, at Pamphilus meget hellere vil giftes med den forældreløse Glycerium, pigen fra Andros. Simo kender godt sønnens følelser for Glycerium, men han håber at kunne tvinge Pamphilus til at ændre mening ved at indlede bryllupsforberedelserne. Historien udvikler sig i flere parallelhandlinger, der samles og forklares til sidst, hvor det viser sig, at Glycerium alligevel ikke er forældreløs, men hedder Pasibula og er datter af Simos ven Chremes. En datter som alle troede var forsvundet på en rejse. Både far og søn får med andre ord den, de ønskede sig.

- 2. I andet billede Elskeren Pamphilius i samtale med sin forslagne tjener Davus (1802) har Abildgaard valgt tredje scene i anden akt, hvor Pamphilus ses sammen med sin slave Davus, der bærer en grotesk maske. Davus ved godt, at bryllupsforberedelserne er fingerede, og for at bidrage yderligere til komediens forviklinger, opfordrer han Pamphilus til at narre Simo ved at lade som om, han opfylder faderens ønske.

- 3. Som sit tredje motiv Jordemoderen forlader Androspigens hus (1801) valgte Abildgaard åbningsscenen til tredje akt. Her lytter Simo i billedets midte til pigen fra Andros tjenestepige, der står ved vinduet og sender bud efter jordemoderen. For Simo er fødselspostyret blot endnu et bevis på, at det hele er en komedie. Det får Davus til med stor skadefryd at udpege Simo som den virkelige nar.[1]

## Familien Abildgaard med i billedet
- 4. At Terents-billederne kan knyttes til Abildgaards private historie understreges i billedet Davus taler med Mysis (1804) fra sidste scene fra fjerde akt, hvori han i baggrunden har indføjet sig selv og sin hustru med deres første barn, datteren Julie. En idyllisk familiescene med Abildgaard i døråbningen, familiens hund sovende ved fødderne af ham og hustruen med barnet siddende på en bænk til venstre. Til at fuldende idyllen er der malet duepar både over døren og på taget.

Kunsthistorikeren Merete Sanderhoff har et bud på, hvorfor Abildgaard har sat sin private familielykke ind i komedien netop her:
"Den harmoniske familiescene udgør en kontrast til komediens forviklinger, der her i næstsidste akt er ved at nå klimaks. Som et led i intrigerne har Davus fået Mysis til at lægge Glyceriums nyfødte barn på Simos dørtrin for at forhindre brylluppet mellem Pamphilus og Philomena. Barnet ligger nøgent og hjælpeløst på gaden nødtørftigt på en klud. Det står i skærende kontrast til den tryghed og ro, Abildgaard omslutter sin egen familie med i skildringen til højre. Det er nået så vidt, at et forsvarsløst spædbarn bliver taget som gidsel i en intrige, der skal forhindre ægteskab mellem to, der elsker hinanden; men ikke må få hinanden, fordi de er for forskellige: Pamphilus er søn af en adelsmand, mens Glycerium (tilsyneladende) er af lavere byrd. Denne forskel følte Abildgaard selv i forholdet til Juliane, der var over 30 år yngre end han. Han udstiller nærmest demonstrativt sin egen harmoniske familie som en slags kommentar til komediens intrige: Trods alle forsøg på at tvinge 'fornuftige alliancer' igennem, sejrer kærligheden over samfundets konventioner."
Lige som komediens hovedpersoner gennemgik Abildgaard og hans hustru en række besværligheder, før de kunne blive gift. Hun måtte gennem en fire år lang skilsmisse, og som Pamphilus og Glycerium flyttede de sammen før ægteskabet. I stedet for at male den sidste og forklarende scene fra komediens femte akt, hvor Pamphilus og Glycerium kan invitere til bryllup, indsætter han sin private lykke i fjerde akt som foregribelse af komediens lykkelige afslutning. Abildgaards private historie er på den måde tæt sammenvævet med komediens.
Terentsbillederne hører til Abildgaards mest komplekse i deres referencer til såvel ældre kunst, litteratur og arkitektur som samtidige bygninger (som C F Hansens) og kunst. Ydermere arbejder Abildgaard konsekvent med idealbyens kulissearkitektur mod hverdagsoptrinnets virkelighedsnærhed. En distancering, som understreges ved at intrigemageren Davus som antikke skuespillere bærer en grotesk ansigtsmaske. Abildgaard var historiemaler, og som den antikke digter Terents konstruerede han fortællinger. Efter Abildgaards enkes død i oktober 1848 tilbød arvingerne, at staten kunne erhverve, hvad der fandtes i Abildgaards bo. Den Kgl. Malerisamling (i dag SMK) erhvervede ved den lejlighed bl.a. de fire Terents-billeder.

## Baggrundsinfo
Abildgaard benyttede meget ofte hunde i sine billeder som symbol på den antikke græske filosofi, han bekendte sig til: Kynismen (oldgræsk filosofisk retning, der søgte individets frigørelse fra materielle behov og ambitioner. Nu brugt om hensynsløshed, råhed), opkaldt efter 'kyne', det græske ord for hund. I alle fire billeder til Terents' komedie forekommer hunde. De er tolket som stedfortrædere for Abildgaard og tyder på, at han har identificeret sig med komediens historie.

## Se mere
- Thomas Lederballe, Martin Myrone, Charlotte Christensen, Kasper Monrad, Henrik Ole Holm og Louise Fussing: Nicolai Abildgaard – kroppen i oprør, Statens Museum for Kunst, 2009. ISBN 978-87-92023-34-6 (dansk), ISBN 978-87-92023-35-3 (English).
- Charlotte Christensen: Maleren Nicolai Abildgaard, Gyldendal, København 1999, ISBN 87-00-32376-4, p. 209-231
- Patrick Kragelund: "Abildgaard, kunstneren mellem oprørerne". Kritik, 59, 1982, 68-70
- Patrick Kragelund: "Abildgaard around 1800: his Tragedy and Comedy", Analecta Romana Instituti Danici, XVI, 1987, 170-177
- P. J. Riis: "Abildgaard's Athen", Hafnia, Copenhagen Papers in the History of Art, No. 3, 1974, 10-20.
- Patrick Kragelund: Abildgaard - Kunstneren mellem oprørerne, bind I-II, Museum Tusculanums Forlag, København 1999, ISBN 87-7289-510-1, s. 525-537
- Jørgen Andersen: De år i Rom. Abildgaard, Sergel, Füssli. København 1989, 233-243
- Kasper Monrad & Peter Nørgaard Larsen: Mellem guder og helte. Historiemaleriet i Rom, Paris og København 1770-1820. Udstillingskatalog. Statens Museum for Kunst, København 1990, 49-50, 126-127
- Hans Edvard Nørregård-Nielsen: Dansk kunst, København 2003, ISBN 978-87-02-08873-1
- Peter Michael Hornung: C.W. Eckersberg - dansk malerkunsts fader, København 2005, ISBN 978-87-7248-553-9